# Acrocirrus aciculigerus
Acrocirrus aciculigerus är en ringmaskart som beskrevs av Kudenov 1976. Acrocirrus aciculigerus ingår i släktet Acrocirrus och familjen Acrocirridae. Inga underarter finns listade i Catalogue of Life.